# Wocheiner Gänsekresse
Die Wocheiner Gänsekresse (Arabis vochinensis)  ist eine Pflanzenart aus der Gattung der Gänsekressen (Arabis) innerhalb der Familie der Kreuzblütler (Brassicaceae). Dieser Endemit kommt nur in den südlichen Kalkalpen vor. Der Trivialname Wocheiner Gänsekresse stammt von der Landschaft Wochein in den Julischen Alpen.

## Beschreibung

### Vegetative Merkmale
Die Wocheiner Gänsekresse ist eine ausdauernde, krautige Pflanze und erreicht Wuchshöhen von 5 bis 15 Zentimetern. Ausläufer werden nicht gebildet. Die aufrechten Stängel sind an ihrer Basis von abgestorbenen Blattresten umgeben. Blätter wie Stängel sind mit angedrückten, zweispaltigen Haaren besetzt.
Die zwei bis sechs Stängelblätter sind sitzend mit einem abgerundeten bis verschmälerten Grund. Die Grundblätter sind ganzrandig, verkehrt-eiförmig und stumpf.

### Generative Merkmale
Die Blütezeit reicht von Juni und Juli. Im traubigen Blütenstand sind einige Blüten dicht angeordnet. Der Blütenstiel ist bis zu 5 mm lang. Die Blüte ist vierzählig mit doppelter Blütenhülle. Die vier weißen Kronblätter sind 5 bis 7 mm lang.
Die Schote ist 1,5 bis 2 mm lang, zusammengedrückt und enthält wenige Samen. Die Fruchtklappen sind flach, mit einer schwachen Mittelader. Der Griffel ist 1,5 mm lang. Die Samen sitzen in einer Reihe, springen also bis zur Mitte der Scheidewand vor und bilden eine Längszeile. Die Samen sind nicht geflügelt.
Die Chromosomenzahl beträgt 2n = 16.

## Ökologie
Die Bestäubung erfolgt durch Insekten oder Selbstbestäubung.

## Vorkommen
Die Wocheiner Gänsekresse kommt nur in den Südlichen Kalkalpen vor. Ihr Areal umfasst Slowenien, Friaul und Südkärnten (hier Karawanken, Gailtaler Alpen und Karnische Alpen). Sie wächst in feuchten Gesteinsschuttfluren und offenen Rasen auf feuchten, kalkhaltigen Böden. Sie kommt von der montanen bis zur alpinen Höhenstufe vor. Sie steigt bis in Höhenlagen von 2200 Metern auf.
Pflanzensoziologisch kommt sie im Polster-Seggenrasen (Caricetum firmae) aus dem Verband Caricion firmae vor. In den Karawanken kommt sie auch in Pflanzengesellschaften des Verbands Arabidion caeruleae zusammen mit der Stumpfblättrigen Weide (Salix retusa) vor.